# Эккерё
Эккерё (фин. Eckerö, швед. Eckerö) — остров в Балтийском море, расположенный на крайнем западе Аландских островов. Аналогичное название носит и коммуна, одна из 16 на Аландах. Население составляет 942 человека по состоянию на 30 июня 2010 г. 95 % населения говорит на шведском языке. Административным центром Эккерё является Стурбю. Соединён с главным островом архипелага автомобильным мостом.
С 1809 по 1917 г. Эккерё входил в состав Российской империи и имеет богатую историю, о чём свидетельствуют русские надписи на здании Почтового и Таможенного отделения в Стурбю. Находясь в центре Шведской империи, Эккерё в ходе военных кампаний стал самым западным берегом Российской империи. В состав коммуны Эккерё входит и необитаемый островок Меркет, поделённый поровну между Швецией и Финляндией. По нему проходит единственная на Аландских островах сухопутная граница со Швецией.
- Почтовое и Таможенное отделение в Стурбю
- Церковь Св. Лаврентия на Экерё (1280)